# Élections législatives luxembourgeoises de 1951
Les élections législatives partielles de 1951 (en luxembourgeois : Partiell Chamberwale vum 3. Juni 1951 et en allemand : Kammerwahl vom 3. Juni 1951) ont eu lieu le 3 juin 1951 afin de renouveler vingt-six des cinquante-et-un députés dans les circonscriptions Centre et Nord pour la législature 1951-1954 de la Chambre des députés du Luxembourg.

## Résultats

### Résultats nationaux
| Partis                   | Partis                                         | Voix      | %     | +/-   | Sièges | +/- |
| ------------------------ | ---------------------------------------------- | --------- | ----- | ----- | ------ | --- |
|                          | Parti populaire chrétien-social (CSV)          | 425 545   | 40,57 | 5,72  | 12     | 1   |
|                          | Parti ouvrier socialiste luxembourgeois (LSAP) | 372 177   | 35,48 | 12,52 | 9      | 4   |
|                          | Groupement démocratique (GD)                   | 215 511   | 20,55 | 3,52  | 5      | 1   |
|                          | Parti communiste luxembourgeois (KPL)          | 35 662    | 3,40  | 3,28  | 0      | 1   |
| Total des voix           | Total des voix                                 | 1 048 895 | 100   |       |        |     |
|                          |                                                |           |       |       |        |     |
| Votes valides            | Votes valides                                  | 79 662    | 95,28 |       |        |     |
| Votes blancs et nuls     | Votes blancs et nuls                           | 3 951     | 4,73  |       |        |     |
| Total                    | Total                                          | 83 613    | 100   | -     | 26     | -   |
| Abstentions              |                                                |           |       |       |        |     |
| Inscrits / Participation |                                                |           |       |       |        |     |

### Résultats par circonscription
| Sud Est Centre Nord |

|                          |                |         |         |        |               |         |         |        |               |  |  |  |  |  |  |  |  |
| Sièges                   | Sièges         | 16      | 16      | 16     | 1             | 10      | 10      | 10     | en stagnation |  |  |  |  |  |  |  |  |
|                          |                |         |         |        |               |         |         |        |               |  |  |  |  |  |  |  |  |
|                          |                | Nombre  | Nombre  | %      | %             | Nombre  | Nombre  | %      | %             |  |  |  |  |  |  |  |  |
| Total des voix           | Total des voix | 756 068 | 756 068 | 100,00 | 100,00        | 292 827 | 292 827 | 100,00 | 100,00        |  |  |  |  |  |  |  |  |
| Valides                  | Valides        | 49 089  | 49 089  | 94,82  | 94,82         | 30 573  | 30 573  | 96,02  | 96,02         |  |  |  |  |  |  |  |  |
| Blancs et nuls           | Blancs et nuls | 2 684   | 2 684   | 5,18   | 5,18          | 1 267   | 1 267   | 3,98   | 3,98          |  |  |  |  |  |  |  |  |
| Votants                  | Votants        | 51 773  | 51 773  | 100,00 | 100,00        | 31 840  | 31 840  | 100,00 | 100,00        |  |  |  |  |  |  |  |  |
| Abstentions              |                |         |         |        |               |         |         |        |               |  |  |  |  |  |  |  |  |
| Inscrits / Participation |                |         |         |        |               |         |         |        |               |  |  |  |  |  |  |  |  |
|                          |                |         |         |        |               |         |         |        |               |  |  |  |  |  |  |  |  |
| Partis                   | Partis         | Voix    | %       | Sièges | +/−           | Voix    | %       | Sièges | +/−           |  |  |  |  |  |  |  |  |
|                          | CSV            | 274 679 | 36,33   | 6      | en stagnation | 150 866 | 51,52   | 6      | 1             |  |  |  |  |  |  |  |  |
|                          | LSAP           | 301 640 | 39,90   | 7      | 3             | 70 537  | 24,09   | 2      | 1             |  |  |  |  |  |  |  |  |
|                          | GD             | 149 136 | 19,73   | 3      | 1             | 66 375  | 22,67   | 2      | en stagnation |  |  |  |  |  |  |  |  |
|                          | KPL            | 30 613  | 4,05    | 0      | 1             | 5 049   | 1,72    | 0      | en stagnation |  |  |  |  |  |  |  |  |

### Composition de la Chambre des députés
| Centre | Nord |
| --- | --- |
| 1. Jean-Pierre Bauer (LSAP) 2. Tony Biever (CSV) 3. Victor Bodson (LSAP) 4. Albert Bousser (LSAP) 5. Pierre Frieden (CSV) 6. Émile Hamilius (GD) 7. Adrien van Kauvenbergh (LSAP) 8. Lucien Koenig (GD) 9. Maurice Leick (LSAP) 10. Fernand Loesch (CSV) 11. Émile Reuter (CSV) 12. Nicolas Rollinger (CSV) 13. Eugène Schaus (GD) 14. Camille Welter (CSV) 15. Antoine Wehenkel (LSAP) 16. Paul Wilwertz (LSAP) | 1. Victor Abens (LSAP) 2. Auguste Delaporte (CSV) 3. Michel Ewen (LSAP) 4. Henri Gengler (CSV) 5. Robert Schaffner (GD) 6. Alphonse Schiltges (CSV) 7. Tony Schmit (CSV) 8. Joseph Simon (CSV) 9. Georges Wagner (CSV) 10. Joseph Wenkin (GD) |